# Tubia (stolica tytularna)

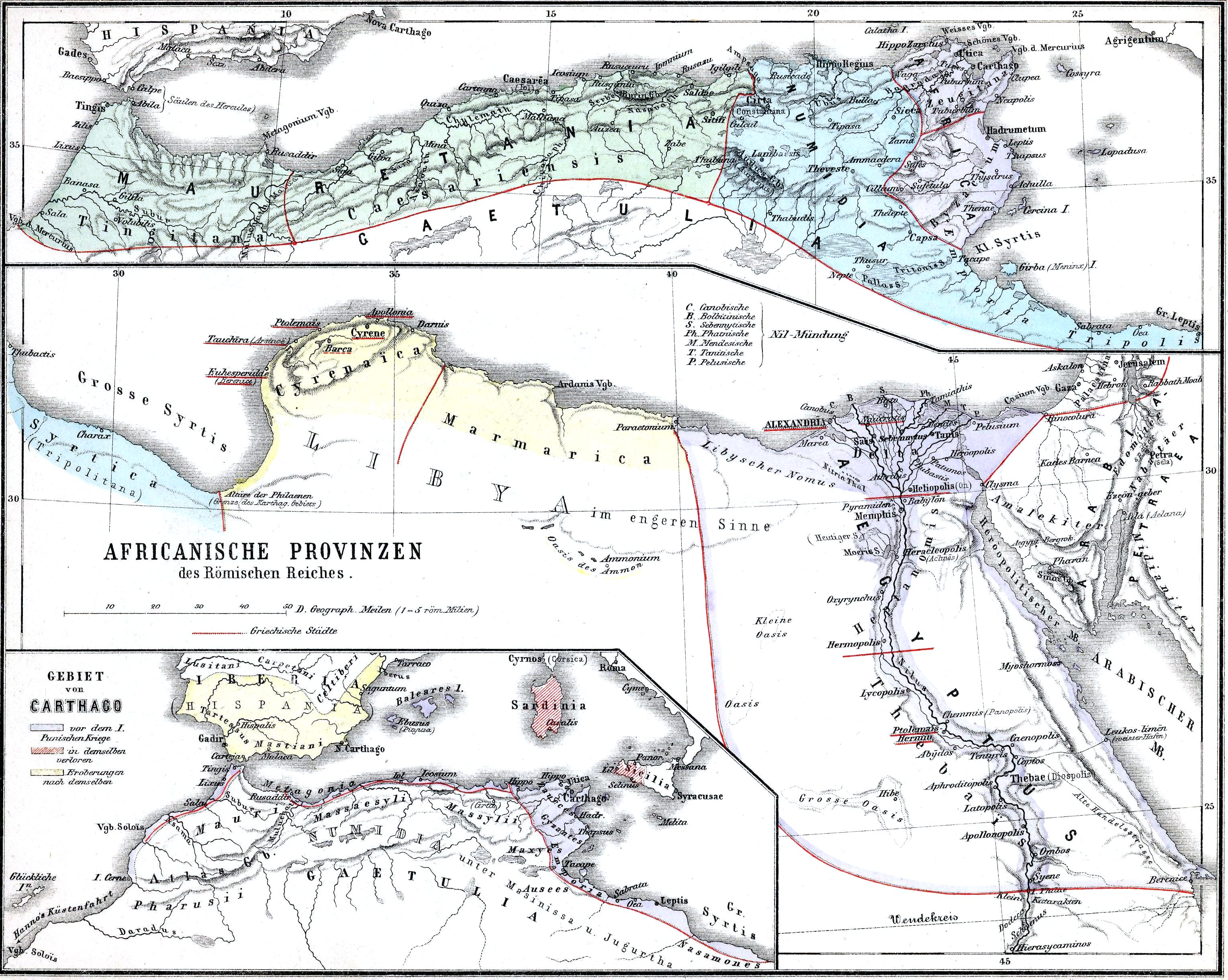
Afrykańskie prowincje Cesarstwa Rzymskiego

Tubia (łac. Diocesis  Tubiensis) – stolica historycznej diecezji we Cesarstwie rzymskim w prowincji Mauretania Cezarensis, zlikwidowana w VII w. podczas ekspansji islamskiej, współcześnie w północnej Algierii. Obecnie katolickie biskupstwo tytularne.

## Biskupi tytularni
| Lp. | Biskup                          | Funkcja                                             | Od                | Do               |
| --- | ------------------------------- | --------------------------------------------------- | ----------------- | ---------------- |
| 1   | Pierre-Jean-Marie-Louis Peurois | biskup pomocniczy Rabatu (Maroko)                   | 25 maja 1936      | 13 marca 1959    |
| 2   | Alfred Bengsch                  | biskup pomocniczy Berlina (NRD)                     | 2 maja 1959       | 16 sierpnia 1961 |
| 3   | Théophile Mbemba                | arcybiskup koadiutor Brazzaville (Kongo)            | 11 listopada 1961 | 23 maja 1964     |
| 4   | Juozapas Pletkus                | administrator apostolski Telszy i Kłajpedy (Litwa)  | 8 listopada 1967  | 29 września 1975 |
| 5   | Otto Wüst                       | biskup pomocniczy Bazylei (Szwajcaria)              | 27 listopada 1975 | 21 września 1982 |
| 6   | Dominik Hrušovský               | nuncjusz apostolski                                 | 18 grudnia 1982   | 27 lipca 2016    |
| 7   | José Cayetano Parra Novo        | biskup pomocniczy Santiago de Guatemala (Gwatemala) | 11 listopada 2016 | 16 lipca 2021    |